# Christer Garpenborg
Christer Garpenborg (Harry Christer Garpenborg, geb. Gustafsson; * 12. Mai 1952 in Stockholm) ist ein ehemaliger schwedischer Sprinter.
1974 wurde er bei den Halleneuropameisterschaften in Göteborg Vierter über 60 Meter und bei den Europameisterschaften in Rom Siebter über 100 Meter.
Bei den Olympischen Spielen 1976 in Montreal erreichte er über 100 Meter das Viertelfinale, und bei den Halleneuropameisterschaften 1977 in San Sebastián gewann er Silber über 60 Meter.
Siebenmal wurde er schwedischer Meister über 100 Meter im Freien (1974–1979, 1981) und einmal über 60 Meter in der Halle (1979). Außerdem wurde er 1976 US-Meister über 100 Meter.

## Persönliche Bestleistungen
- 60 m (Halle): 6,60 s, 12. März 1977, San Sebastián
- 100 m: 10,25 s, 11. Juni 1976, Westwood